# Tomás Marco Nadal
Tomás Marco Nadal (Badalona, 28 de junio de 1929 - 20 de julio de 2000) fue un dibujante de historietas español, que trabajó fundamentalmente para el mercado exterior.

## Biografía

### Inicios profesionales
Debido al asesinato de su padre por motivos religiosos, Tomás Marco no puede terminar su educación formal y ha de comenzar a trabajar en todo tipo de oficios a muy tierna edad. 
Inició su carrera como historietista en 1950, realizando cuentos infantiles y el cuaderno de aventuras El Vengador  para Editorial Marco. Volvió al medio a finales de esa década para realizar en 1958 y para Hispano Americana Buffalo Bill y El aventurero del espacio. Fue contratado entonces por Bruguera para entintar y continuar sus series, obligándole en el caso de El Capitán Trueno a utilizar las caras recortadas de Ambrós.

### El mercado exterior (1963-83)
En 1963, Tomás Marco empezó a trabajar para el mercado francés con SOS Titan para la revista Super Boy y sobre todo con Kalar, una serie de aventuras selváticas que duraría hasta el cierre de la editorial Imperia en 1983 y donde exhibe su dominio de la figura animal.

### Últimos años (1982-96)
En 1982, Tomás Marco había comenzado ya a tantear otros terrenos, como el terror en la revista alemana Gespenster Geschichten de la Editorial Bastei Verlag, y la ciencia ficción en Metal Hurlant y Rambla. En esta última realizó Androstar con Josep María Beà a los guiones, cuyo protagonista pasa de la fantasía heroica espacial al Barrio Chino de Barcelona.
Colabora luego en la revista Makoki (1983-84) e ilustra una biografía de David Livingstone escrita por José Antonio Vidal Sales (Cassarel). A través de la agencia Norma, publica en Italia El Buen Lig (1989), Krantor (1991) y Cazador (1992), siguiendo en activo hasta 1996.
La mayoría de los últimos proyectos del autor, como Yago, el último superviviente con guion de Víctor Mora, La Sicosfera (1985), Viaje a la Luna y Nuevas aventuras del Capitán Trueno, ambos de 1987, un álbum ecologista y diversas historias de dinosaurios, quedarían inéditos o inconclusos por no encontrar editor. Tomás Marco murió en el año 2000 debido a un cáncer.